# 6DQ6B

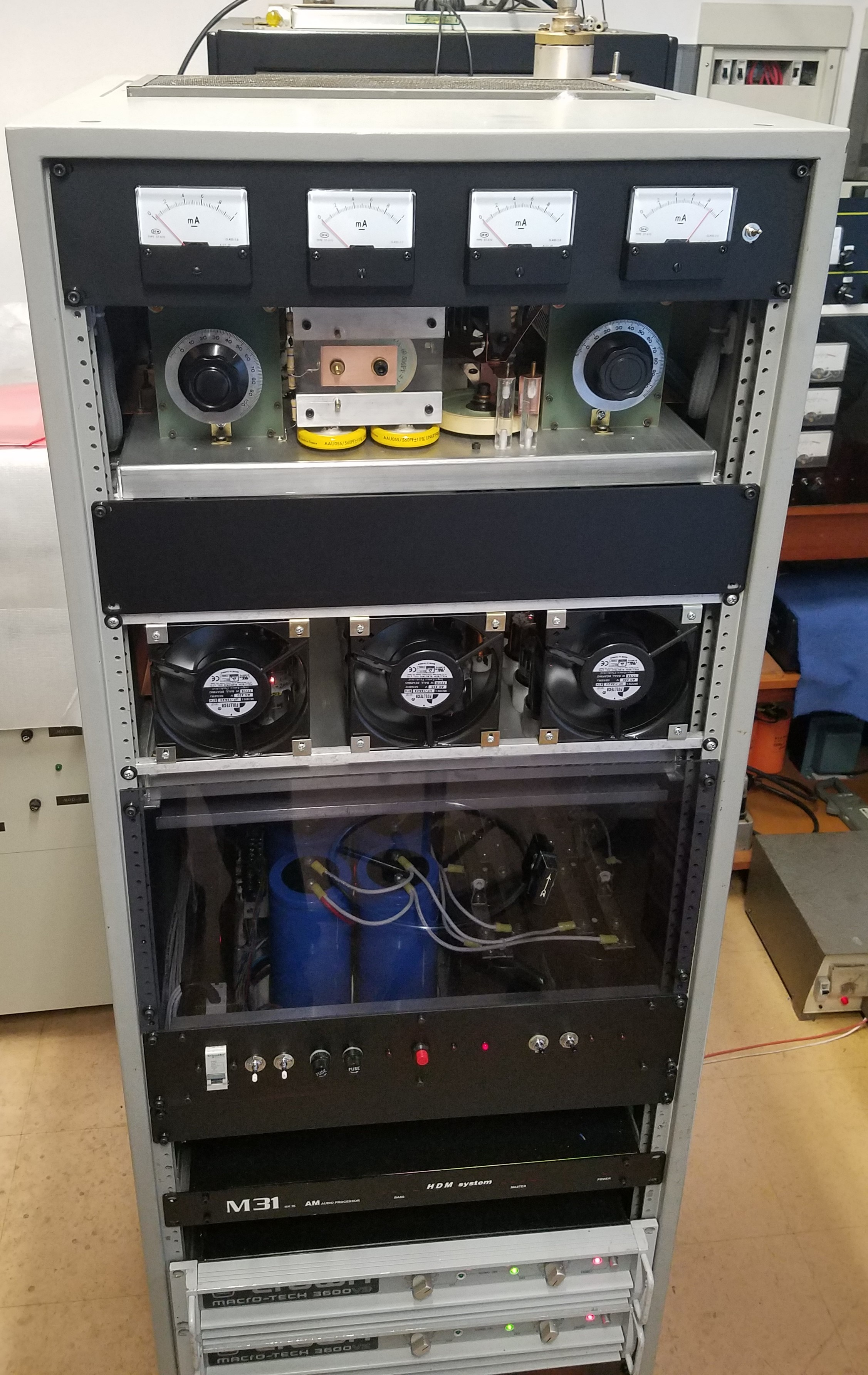
Transmisor de HF 5000W

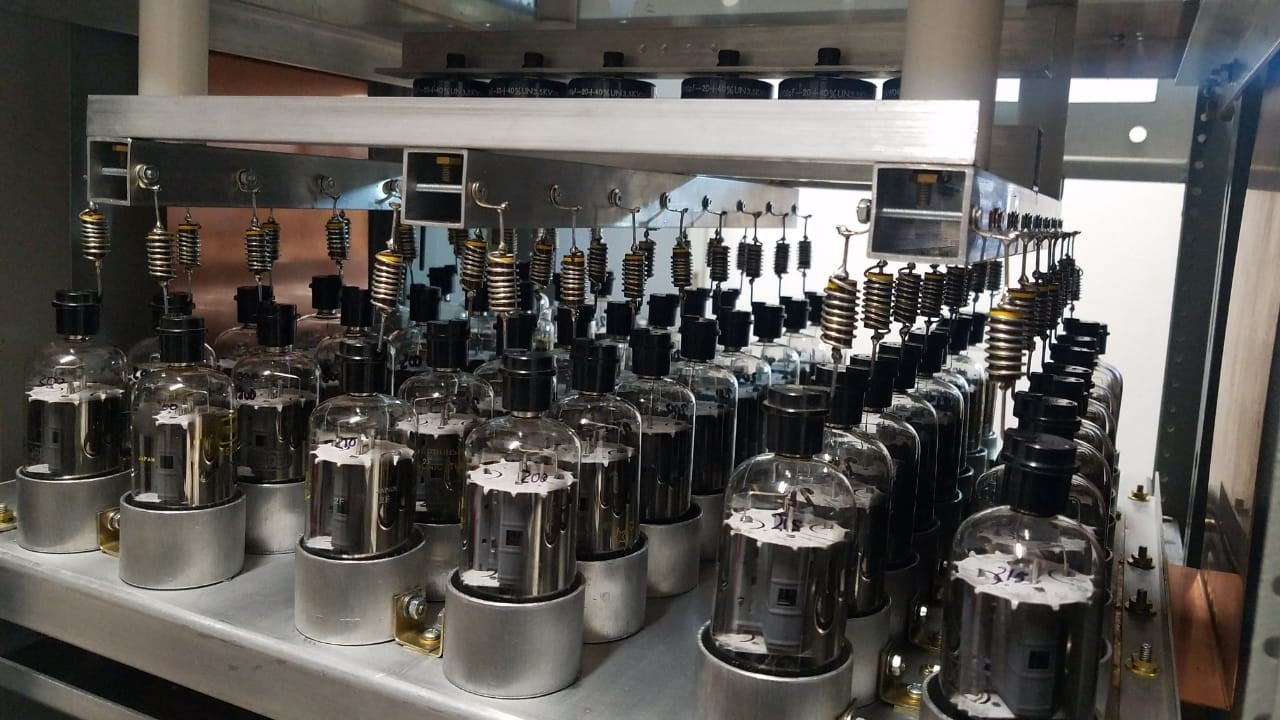
Amplificador 5000W

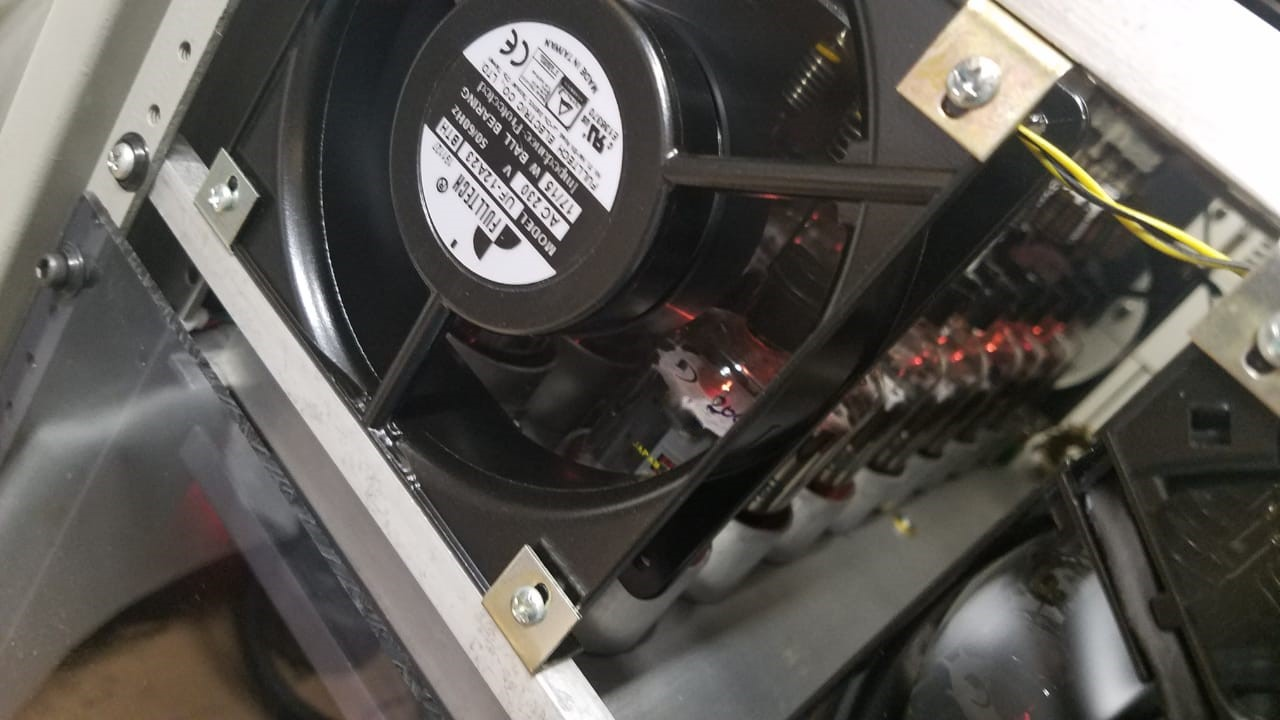
vista ampliada amp. RF

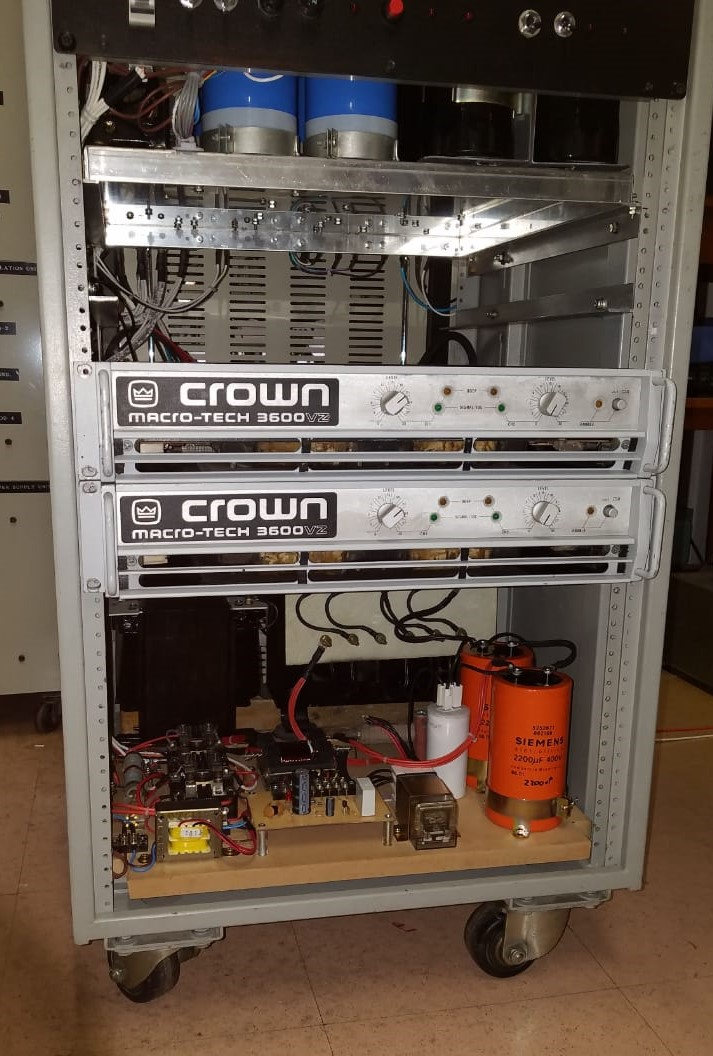
6000W de audio

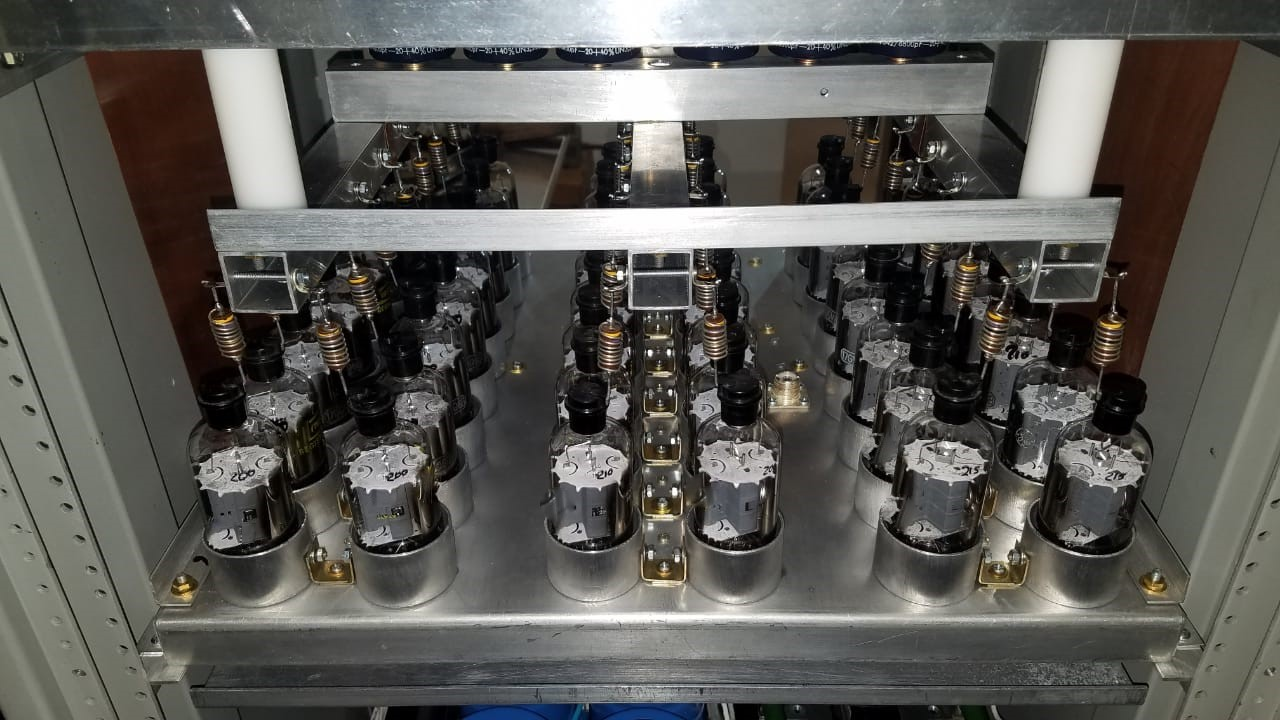
Armado parcial etapa de RF

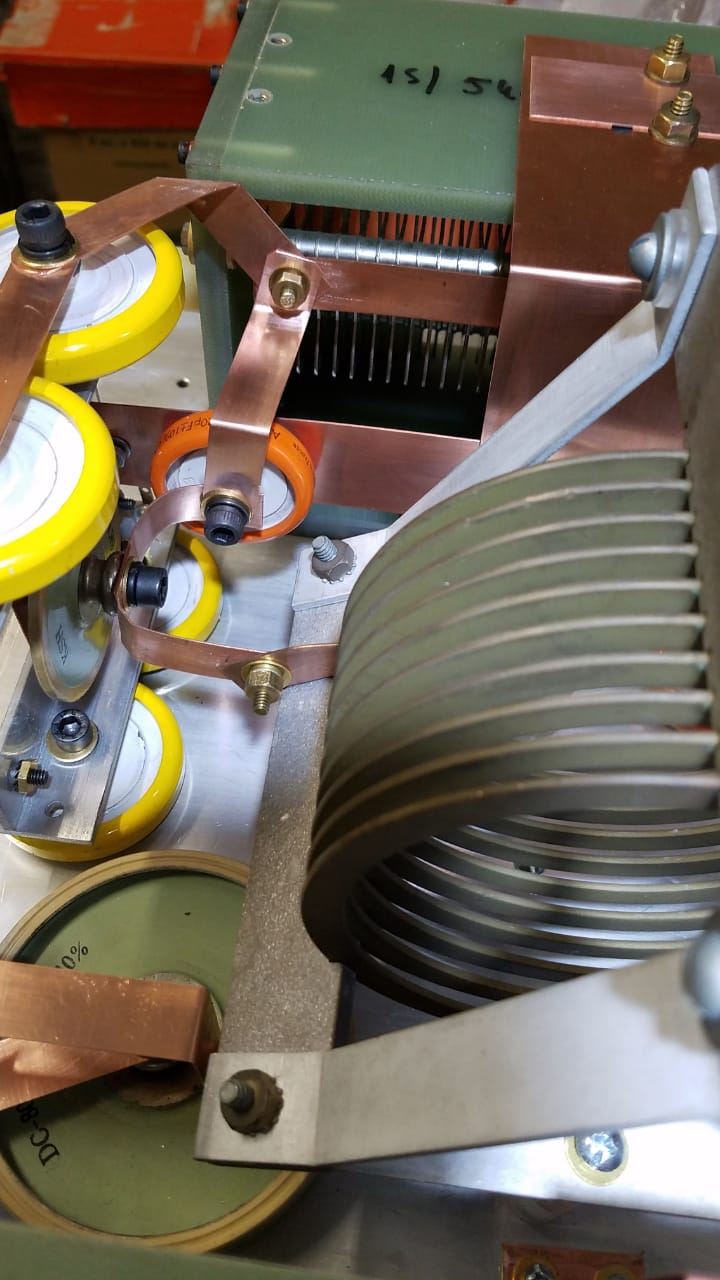
Redes de Salida

6DQ6B es un pentodo de potencia de haces dirigidos. Su alta corriente de placa para polarización "cero" de la grilla de control y bajas tensiones de grilla 2 o pantalla la hacen adecuada para receptores de televisión con bajas tensiones de placa.Difiere de la versión 6DQ6A en que tiene corriente máxima de placa más alta para polarización nula y mayor disipación de placa. La 6DQ6B reemplaza a la 6DQ6A, pero no es posible la recíproca.
Su tensión de filamento es de 6,3 V +/- 0,6V. Funciona tanto como amplificador de pulsos y alineal como en salidas de audio en clase A, AB1 y AB2 y moduladoras de transmisión hasta en clase B.
También en lineales de radiofrecuencias y amplificadores de transmisión en clase C logrando rendimientos muy superiores a sus similares de transmisión y hasta frecuencias de 50 MHz. Se conecta según zócalo EIA 6AM, con zócalo octal y casquillo para la conexión de placa.

## Características
La válvula 6DQ6B es la versión de recepción de la 6146. No tiene la misma robustez de su pariente de transmisión, y ésta la excede en varias prestaciones. Sin embargo, la construcción básica de la placa y sus características promedio son muy similares.

### Valores máximos de diseño como amplificador horizontal
- Tensión de filamento: 6,3 V +/- 0,6 V, 1,2 A.
- Tensión de corriente continua de la fuente de placa (refuerzo más tensión de fuente): 770 V.
- Tensión del valor de pico del pulso positivo de placa: 6.500 V.
- Tensión del valor de pico del pulso negativo de placa: 1.500 V.
- Tensión de pantalla: 220 V.
- Tensión de pico negativa de la grilla 1: 330 V.
- Disipación de placa: 18 W.
- Disipación de pantalla: 3,6 W.
- Corriente continua de cátodo: 175 mA.
- Corriente de pico de cátodo: 610 mA.
- Tensión filamento a cátodo: 
  - Filamento positivo con respecto a cátodo:
    - En corriente continua: 100 V.
    - Corriente continua más pico: 200V.

  - Filamento negativo con respecto a cátodo:
    - Corriente continua más pico: 200V.
- Resistencia de grilla 1: 1 megaohmnios.
- Temperatura de la ampolla en el punto más caliente: 220 °C.

### Características promedio para amplificador y simétrico clase AB1
- Como amplificador:
  - Tensión de placa: 250 V.
  - Tensión de pantalla: 150 V.
  - Tensión de grilla 1: -22,5 V.
  - Resistencia de placa: 18.000 ohmnios, aproximadamente.
  - Transconductancia 7,3 mA/V.
  - Corriente de placa: 65 mA.
  - Corriente de pantalla: 1,8 mA.
  - Tensión aproximada de grilla 1 para 1,0 mA: -42 V.
  - Factor de ampliación triodo:4,4.
- Con polarización nula:
  - Tensión de placa: 60 V.
  - Tensión de pantalla: 150 V.
  - Tensión de grilla 1, no más de 2 segundos: 0 V.
  - Corriente de placa: 345 mA.
  - Corriente de pantalla: 27 mA.

- Como amplificador simétrico clase AB1:(Para una disipación de placa sin carga de 20 W, disipación máxima de placa de 25 W, fuentes reguladas, polarización fija, corriente de magnetización nula (balance perfecto de las corrientes de reposo), baja inductancia de dispersión y válvulas apareadas)
  - Tensión de placas: 560 V.
  - tensión de pantallas: 175 V.
  - Tensión de grillas 1: -38V.
  - Corriente de placa sin señal: 38 mA.
  - Corriente de pantalla sin señal: 1,3 mA.
  - Corriente de placa con máxima señal: 118 mA.
  - Corriente de pantalla con máxima señal: 7 mA.
  - Potencia de placa: 23 W.
  - Potencia de pantalla: 1,1 W.
  - Impedancia de carga placa a placa: 5.600 ohmnios.
  - Potencia de salida total promedio: 86 W.
  - Distorsión armónica total: 5%.
  - Rendimiento: 65%.
  - Corriente de pico de placa: 360 mA.
  - Tensión mínima de placa: 55 V.
  - Tensión de señal en grilla 1, pico a pico. 76 V.
- Cómo amplificador de RF modulado clase C
- Tensión de placa: 800V
- Resistencia de caída de pantalla: 60000 OHM 10W
- Tensión de G1: -120V.   60V resistencia de escape de 30000 OHM ,60V zenner.
- Corrtiente de placa: 125 mA
- Corriente de G1: 2 mA
- Impedancia de carga RF: 3500 OHM
- Impedancia de modulación: 6000 OHM
- Potencia de entrada: 100W.
- Potencia de salida 80W
- Rendimiento: 80% (aprox.)

## Usos
- Como amplificador de salida horizontal de televisión.

- Como amplificador lineal en bandas de radioaficionados de 80 m y 40 m.

- Como par de salida en amplificadores de guitarra eléctrica[2] o en equipos de audio
- En Moduladores PWM.

## Equivalencias y reemplazos
La 6DQ6A tiene un equivalente o reemplazo en la 6CU6, lo mismo en la 6GW6. La 6BQ6B excede las prestaciones de una 6CU6. En algunos usos, un posible reemplazo para la 6DQ6B es la válvula 6FH6, aunque tiene una disipación de placa algo menor y menos transconductancia. En aplicaciones extremas o siendo estrictos como para buscar una válvula igual o superior y compatible la válvula 6DQ6B no tiene reemplazo.
La 6DQ6 nació como un sustituto de la 6CM5/EL36 para receptores de televisión monocromáticos con tubos de 23 pulgadas. Las posteriores revisiones 6DQ6A y 6DQ6B mejoraron el diseño original. El paso a la tecnología de estado sólido en la televisión sacó rápidamente de producción a las 6DQ6. Su uso en amplificadores de audio y de instrumentos musicales no es muy popular. Fueron especialmente utilizadas en Australia, Alemania y Argentina. Una válvula muy apreciada por su excelente respuesta a transitorios. Los radioaficionados las buscan por ser baratas y de muy buenas prestaciones en todas las bandas incluida la de 6 Metros.